# Osaka Metro南港ポートタウン線
南港ポートタウン線（なんこうポートタウンせん）は、大阪府大阪市住之江区のコスモスクエア駅から住之江公園駅を結ぶ大阪市高速電気軌道（Osaka Metro）の自動案内軌条式旅客輸送システム（AGT）路線。正式名称は大阪市中量軌道南港ポートタウン線で、愛称はニュートラム。駅番号を表す際に用いられる路線記号は「P」。ラインカラーは海と空を模した水色（セルリアンブルー ）である。

## 概要
大阪南港・咲洲に造られた住宅団地南港ポートタウンやフェリーターミナルへの交通手段として1981年（昭和56年）3月16日に住之江公園駅 - 中ふ頭駅間が開業した。神戸新交通ポートアイランド線（ポートライナー）に次ぐ日本で2番目の本格的なAGTの路線で、公営交通（地方公営企業である交通局）のAGT路線としては初であり、2008年（平成20年）3月に東京都交通局の日暮里・舎人ライナーが開業するまでは公営交通による唯一のAGT路線であった。当路線は地下鉄と同じくOsaka Metroが直接運営しているAGT路線である。運賃体系も地下鉄路線と一体化されており、両端駅はOsaka Metroの地下鉄路線と改札内で乗り換えすることができる（運賃額は「大阪市高速電気軌道#運賃」を参照）。
駅構内案内表示板における案内表記は、開業当時から「ニュートラム」で統一されている。大阪市交通局時代の末期に更新された案内表示では「南港ポートタウン線」へと変更されており、地下鉄の乗り換え放送では2014年3月頃から「ニュートラム南港ポートタウン線はお乗り換えです」と放送が変更されていた。その後、Osaka Metroに移行した際に案内表記・放送ともに「ニュートラム」に戻されている。
すべての駅が開業時からホームドア設置の島式ホーム1面2線（停車時は終点駅以外は進行方向から向かって右側の扉が開く）となっている。
駅により、列車発着案内が開業時からの反転フラップ式表示のものや、1997年のOTS開業時にLED表示のものに変更されているものと統一されていなかったが、2012年3月より、カラーLED式の発着案内表示機に全駅で交換された。
南港ポートタウン線は歴史的経緯（後述）により、距離を示すキロポストが2つに分かれている（矢印の方向にキロ数が増える）。
- （中央線大阪港駅→）コスモスクエア駅→中ふ頭駅：OTSの南港・港区連絡線として開通した区間を大阪港起点でキロポストを打っているため。
- 中ふ頭駅→住之江公園駅：中ふ頭起点でキロポストを打っているため。

## 路線データ
- 管轄・路線距離（営業キロ）：全長 7.9 km
  - 大阪市高速電気軌道（第二種鉄道事業）・大阪港トランスポートシステム（第三種鉄道事業）
    - コスモスクエア駅 - トレードセンター前駅間 0.6 km

  - 大阪市高速電気軌道（軌道事業）
    - トレードセンター前駅 - 中ふ頭駅間 0.7 km
    - フェリーターミナル駅 - 住之江公園駅間 3.9 km

  - 大阪市高速電気軌道（第一種鉄道事業）
    - 中ふ頭駅 - フェリーターミナル駅間 2.7 km
- 案内軌条：側方案内式
- 駅数：10駅（起終点駅含む）
- 複線区間：全線
- 電気方式：三相交流 600 V・60 Hz（側方接触式・三線剛体架線方式）
- 中ふ頭駅間 - 住之江公園駅間（当初から南港ポートタウン線として開業した区間）
  - 最大勾配 本線：25 ‰・車庫線：70 ‰[3]
  - 最小曲線半径 本線：75 m・車庫線：25 m[3]
- コスモスクエア駅 - 中ふ頭駅間（OTSニュートラムテクノポート線として開業した区間）
  - 最大勾配：43 ‰[2]
  - 最小曲線半径：100 m[2]
- 最高速度：55km/h
- ホーム有効長：50 m
- 最大停車車両数：6両（現在は4両で運行）
- 混雑率（コスモスクエア方面行き）：74%（2009年度：住之江公園駅→平林駅間）
- 混雑率（住之江公園方面行き）：72%（2009年度：コスモスクエア駅→トレードセンター前駅間）

コスモスクエア駅 - トレードセンター前駅間と中ふ頭駅 - フェリーターミナル駅間は鉄道事業法による鉄道、トレードセンター前駅 - 中ふ頭駅間とフェリーターミナル駅 - 住之江公園駅間は軌道法による軌道となっている。

### 建設費用
大阪市交通局南港ポートタウン線として開業した中ふ頭 - 住之江公園間の建設費用について記載する。
路線免許を申請した1977年（昭和52年）5月時点の建設費用は、260億4,200万円を見込んでいた。ただし、実際には設計変更などが多数発生したため、最終的な建設費用は約6割増加した「413億4,900万円」となった。

## 運行形態

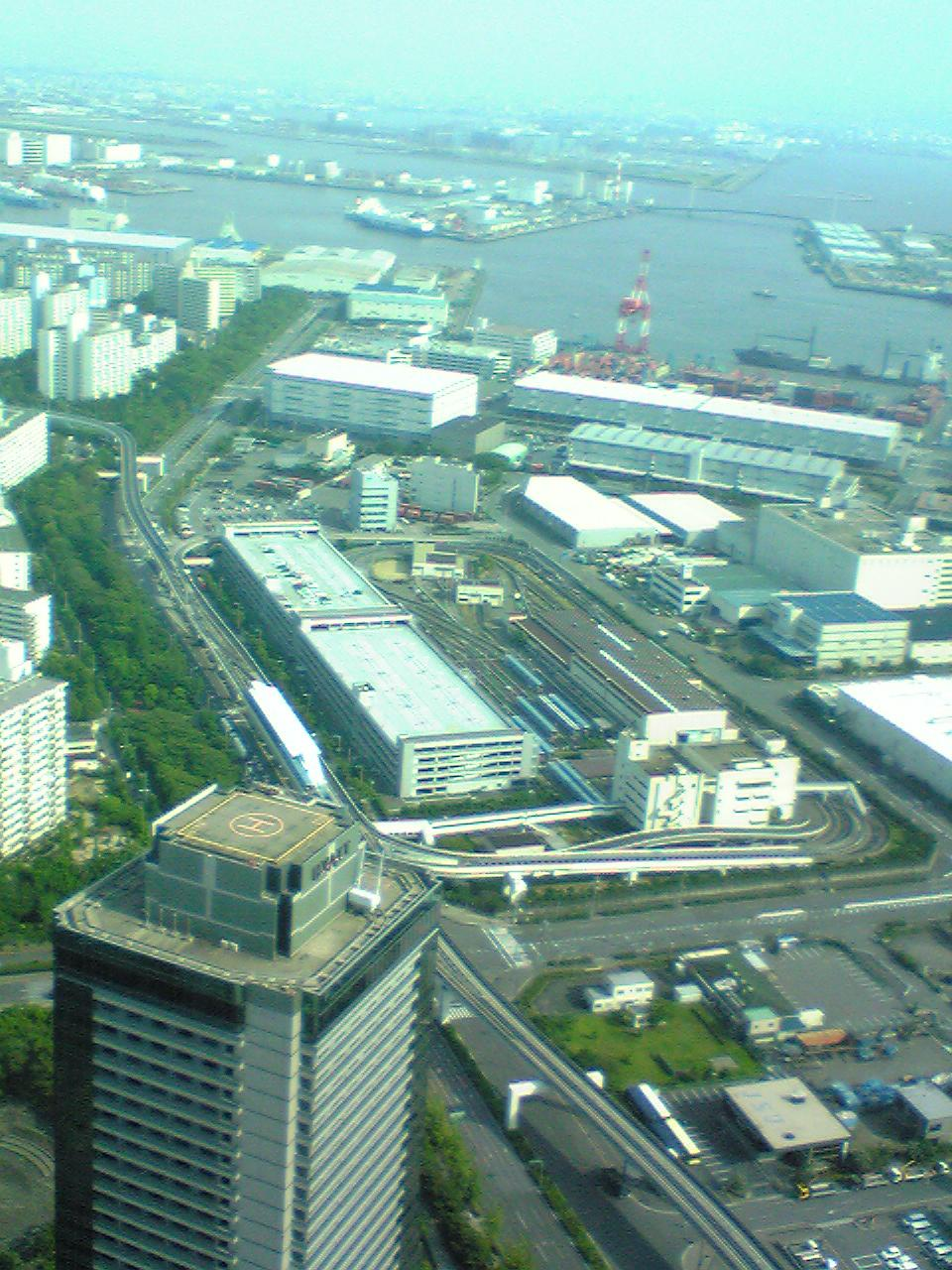
ニュートラム車両基地（旧WTCコスモタワー・展望台より）

コスモスクエア駅 - 住之江公園駅間全線通し運転の列車のほかに、車両基地のある中ふ頭駅を始発・終着とする列車として、早朝および朝夕のラッシュ時間帯前に中ふ頭発コスモスクエア行きが、朝夕のラッシュ時間帯後および深夜に住之江公園発中ふ頭行きが運転される。また、深夜にはコスモスクエア発中ふ頭行きの列車も運転される。
日中は約6分間隔で運行する。また、地下鉄に比べて車両全体の定員が少ないため、住之江でのボートレース開催時や南港の咲洲地区にあるアジア太平洋トレードセンター（ATC）大阪府咲洲庁舎（コスモタワー）、インテックス大阪でのイベント開催時にはイベントなどの来場者に合わせた増発ダイヤとなる。臨時ダイヤは平日用のA1・A2と休日用のM1・M2・M3の5種類あり、イベント開催の集客数などで臨時ダイヤの種類が決まる。臨時ダイヤの場合は常設の時刻表近くに「本日は臨時ダイヤです」と表示される（場所によっては臨時ダイヤそのものが掲示されたり、5種類の臨時ダイヤが常に掲示されているところもある）。臨時ダイヤの種類の判別は、臨時ダイヤ表の右下に「M1」といった記載があるのでそれで判別できる。
南港ポートタウン線は自動列車運転装置（ATO）・自動列車制御装置（ATC）による無人自動運転を行っている。しかし、1981年の開業当時は無人運転の前例がなく、無人運転システムへの理解と信頼が得られるまで乗務員を添乗させて監視を行っていた（同年開業のポートライナーも当初は乗務員添乗）。1991年から無人運転が一部の列車で開始され、その後すべての列車に拡大されたが、1993年の住之江公園駅での車両暴走事故の後、しばらくは運転資格を持たない添乗員を添乗させて監視させていた。2006年のゆりかもめ（AGT路線）の車輪脱落事故の際には、乗務員を添乗させて有人手動運転を行っており、平日朝ラッシュ時等に乗務員の運転訓練のため、有人手動運転を行っている列車もある。

## 車両

### 現用車両
- 200系（2016年 -）

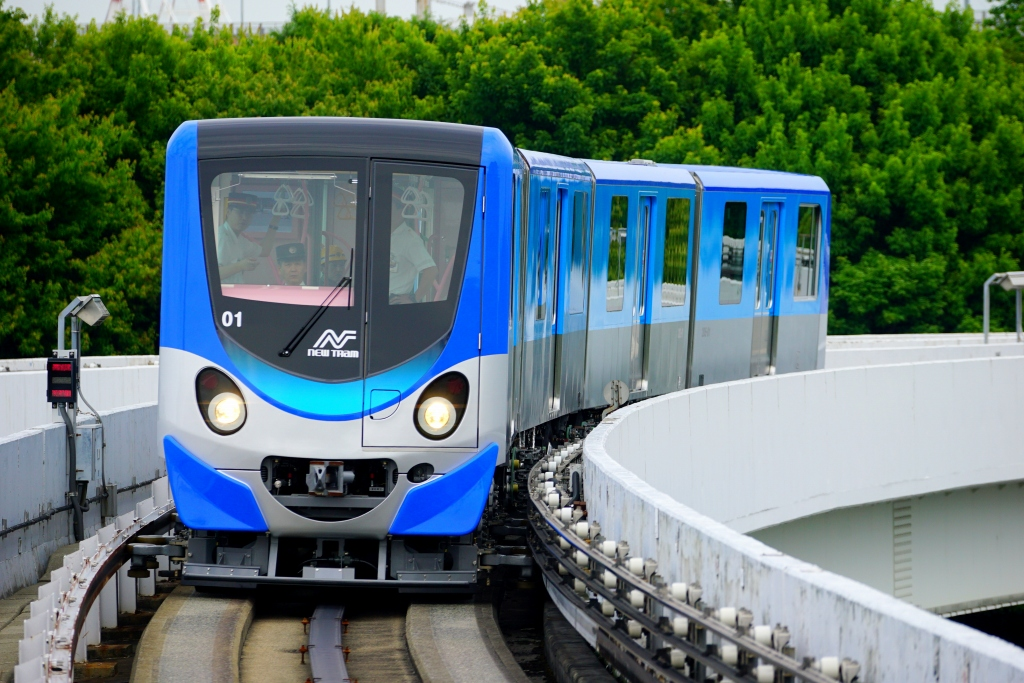
200系

### 過去の車両
- 100系（1981年 - 2001年）
- 100A系（1991年 - 2019年）

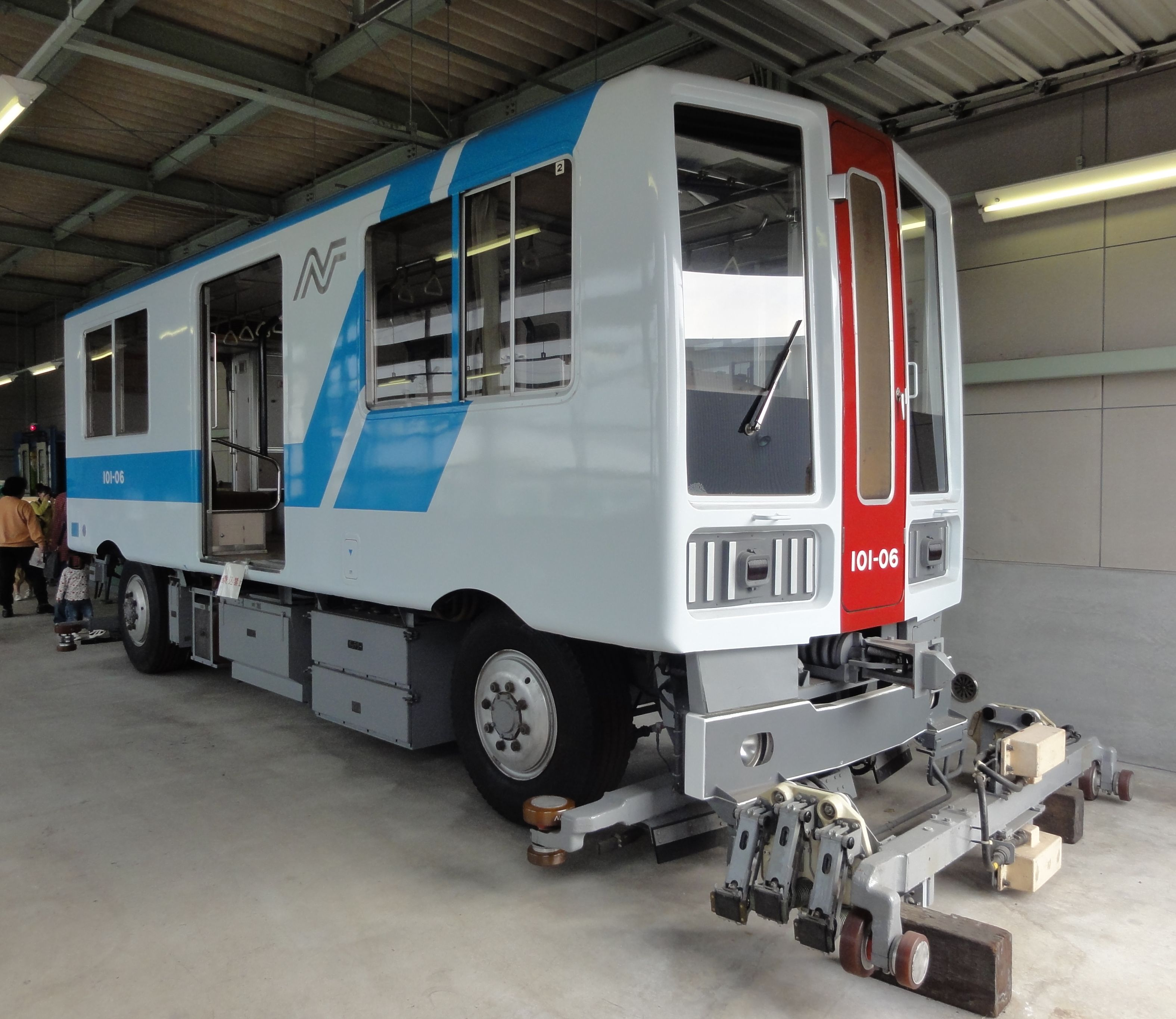
100系
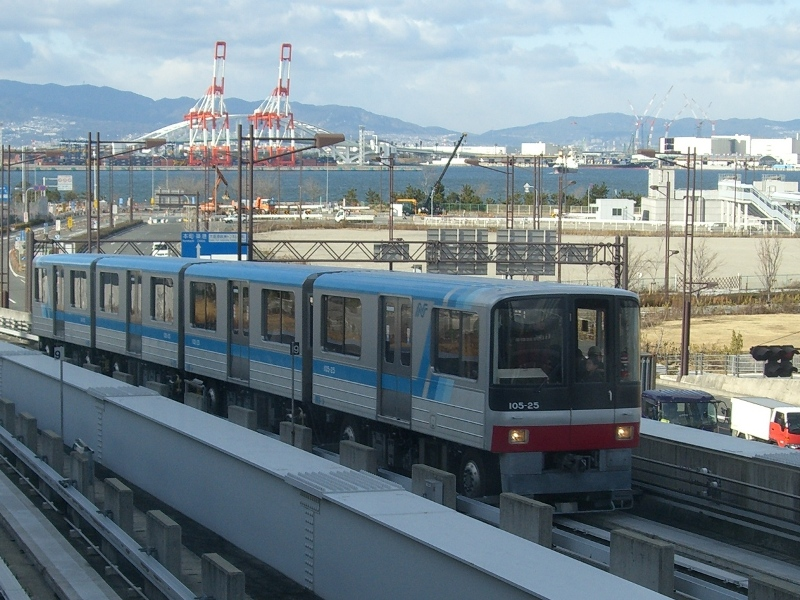
100A系

## 歴史

### 機種の選択
それまで南港ポートタウンと大阪市中心部とは、路線バスで結ばれていたが、南港ポートタウンが完成すると居住人口は大幅に増加することが予想された。しかし、バスの増発は渋滞など道路状況の悪化のおそれがあり、鉄道では需要に対して輸送力が大きすぎるため、両交通機関の中間にあたる「新交通システム」（厳密にはAGTシステム）が採用された。
1974年度、運輸省、建設省、大阪府、阪神高速道路公団（いずれも当時の名称）、学識経験者、大阪市関係者から構成する「大阪南港新交通システム調査委員会」が発足し、半年間にわたって南港ポートタウンへの交通機関を検討し、「新交通システム」（厳密にはAGTシステム）の採用に至ったものである。その後1974年（昭和49年）9月、大阪市では学識経験者と大阪市関係者から構成する「大阪南港新種交通機関機種選定委員会」を設置し、当時各製造メーカーで開発・実験を行っていた新交通システム（主にAGTシステム）から南港ポートタウン線に適するシステムとして、以下の7機種が候補に挙げられた（会社名は当時）。
- KCV（川崎重工業）※
- KRT（神戸製鋼所、神鋼電機）※
- NTS（新潟鐵工所、住友商事、住友電気工業、東洋電機製造）※
- PARA TRAN（東急車輛製造、日立製作所）
- MAT（三菱重工業、三菱電機、三菱商事）
- ミニモノレール（東京芝浦電気、安全索道。AGTではなく小型モノレール）
- VONA（日本車輌製造、三井物産）

各種調査・検討の結果、1977年（昭和52年）2月には※のついた3機種に絞られ、最終的には12月に新潟鐵工所が中心に開発したNTS（ニュートランシステム）システムを基本とした車両システムを、駅務機器に神戸製鋼所が中心に開発したKRTシステムを採用した。

### OTSニュートラムテクノポート線の編入
コスモスクエア駅 - 中ふ頭駅間は大阪港トランスポートシステム（OTS）の南港・港区連絡線（ニュートラムテクノポート線）として1997年に開業した。
大阪府咲洲庁舎（コスモタワー、当時は大阪ワールドトレードセンタービルディング）やアジア太平洋トレードセンターなどがある南港コスモスクエア地区の交通を担っているが、運賃体系が異なっていた（2005年6月時点で大人全線230円均一）ため通算運賃が割高となり、利用者数が開業当初の見込みより低迷していた。そこで、大阪市交通局（当時）のニュートラムと運賃体系を統一することで運賃を値下げして利用者増加を図ることになり、大阪港トランスポートシステムは2005年2月9日に鉄道事業廃止届を提出するとともに、ニュートラムテクノポート線のコスモスクエア - トレードセンター前間の線路以外の施設と車両などを大阪市に売却し、第三種鉄道事業者として線路を第二種鉄道事業者となる大阪市交通局に貸与する形を採り、トレードセンター前 - 中ふ頭間については軌道事業を大阪市交通局に譲渡した。同年7月1日から大阪市交通局はこれらの区間を南港ポートタウン線の一部として運営することになった。なお、2018年4月1日の大阪市営地下鉄民営化に伴い、当路線の運営もOsaka Metroに移管された。
また、それまで弁天町駅と南港を結び、OTS線に比べ運賃が安いため利用者もそれなりに多かった大阪市営バスの44・44A系統（弁天町バスターミナル - ポートタウン東駅前・南港バスターミナル）が、上記のOTS線移管に伴う運賃の値下げにより乗客が減少することが見込まれるため、2005年8月16日から運行経路と区間が変更され、本数もこれまでより削減された（のちに同路線の南港への乗り入れもなくなった）。詳細は「大阪市営バス酉島営業所#84号系統」を参照。
また、2005年7月からの値下げなどの効果によりコスモスクエア駅、トレードセンター前駅の平均乗車人員は、値下げ前と比べて約 15 - 30%増えている。
| 路線名     | 南港ポートタウン線 | 南港ポートタウン線          | 南港ポートタウン線 | 南港ポートタウン線      | 南港ポートタウン線 | ニュートラムテクノポート線 | ニュートラムテクノポート線                   | ニュートラムテクノポート線 | ニュートラムテクノポート線               | ニュートラムテクノポート線 |
| 運営者     | 住之江公園         | 大阪市交通局 （軌道経営者） | フェリーターミナル | 大阪市交通局 （第一種） | 中ふ頭             | 中ふ頭                     | 大阪港 トランスポートシステム （軌道経営者） | トレードセンター前         | 大阪港 トランスポートシステム （第一種） | コスモスクエア             |
| 施設保有者 | 住之江公園         | 大阪市交通局 （軌道経営者） | フェリーターミナル | 大阪市交通局 （第一種） | 中ふ頭             | 中ふ頭                     | 大阪港 トランスポートシステム （軌道経営者） | トレードセンター前         | 大阪港 トランスポートシステム （第一種） | コスモスクエア             |

| 路線名     | 南港ポートタウン線 | 南港ポートタウン線                 | 南港ポートタウン線 | 南港ポートタウン線             | 南港ポートタウン線 | 南港ポートタウン線                 | 南港ポートタウン線 | 南港ポートタウン線                       | 南港ポートタウン線 |
| 運営者     | 住之江公園         | 大阪市 高速電気軌道 （軌道経営者） | フェリーターミナル | 大阪市 高速電気軌道 （第一種） | 中ふ頭             | 大阪市 高速電気軌道 （軌道経営者） | トレードセンター前 | 大阪市 高速電気軌道 （第二種）           | コスモスクエア     |
| 施設保有者 | 住之江公園         | 大阪市 高速電気軌道 （軌道経営者） | フェリーターミナル | 大阪市 高速電気軌道 （第一種） | 中ふ頭             | 大阪市 高速電気軌道 （軌道経営者） | トレードセンター前 | 大阪港 トランスポートシステム （第三種） | コスモスクエア     |

- 2005年7月から2018年3月までは大阪市交通局が軌道経営者および第一種・第二種鉄道事業者

### 年表
- 1981年（昭和56年）3月16日：中ふ頭駅 - 住之江公園駅間が開業[1]。当初乗務員が添乗。
- 1991年（平成3年）10月20日：無人自動運転開始。100A系営業運転開始[11]。
- 1993年（平成5年）
  - 10月5日：住之江公園駅で車両暴走事故が発生し、車止めに衝突[12][13]。乗客215人が負傷[12]。全線運休となる[13]。
  - 11月19日：乗務員添乗で運行再開[13][14]。
- 1997年（平成9年）
  - 10月31日：OTSニュートラムテクノポート線との相互直通運転の準備作業（試運転等）に伴い、全線終日運休。代行バス運行。
  - 12月18日：OTSニュートラムテクノポート線コスモスクエア駅 - 中ふ頭駅間が開業し、相互直通運転開始[15]。
- 2000年（平成12年）2月20日：無人自動運転を再開。以降、ごくまれに有人手動運転が行われる。
- 2005年（平成17年）7月1日：OTSニュートラムテクノポート線を編入。
- 2006年（平成18年）4月15日・16日：ゆりかもめ（AGT路線）の車輪脱落事故に対する警戒のため乗務員添乗で有人手動運転される。17日から無人運転を再開。
- 2016年（平成28年）6月29日：200系車両営業運転開始[16]。
- 2018年（平成30年）4月1日：大阪市交通局の民営化により、Osaka Metroの路線となる。
- 2019年（令和元年）
  - 6月4日 - ：金沢シーサイドライン（AGT路線）の新杉田駅での逆走事故を受け、全車両を緊急点検の上、ホームに乗務員を新たに配置するなどの対応をとる[17]。
  - 6月27日 - 6月29日：第14回20か国・地域首脳会合（G20大阪サミット）開催に伴うテロ対策のため、同期間中は中ふ頭駅の営業を休止する[18]。

## 駅のリニューアル
ニュートラムでは、駅の老朽化や漏水の防止のため、40年ぶりに駅のリニューアル工事が実施される。リニューアル対象駅は住之江公園駅 - 中ふ頭駅の各駅で、2024年10月時点で南港口駅が完了している。

### リニューアル後

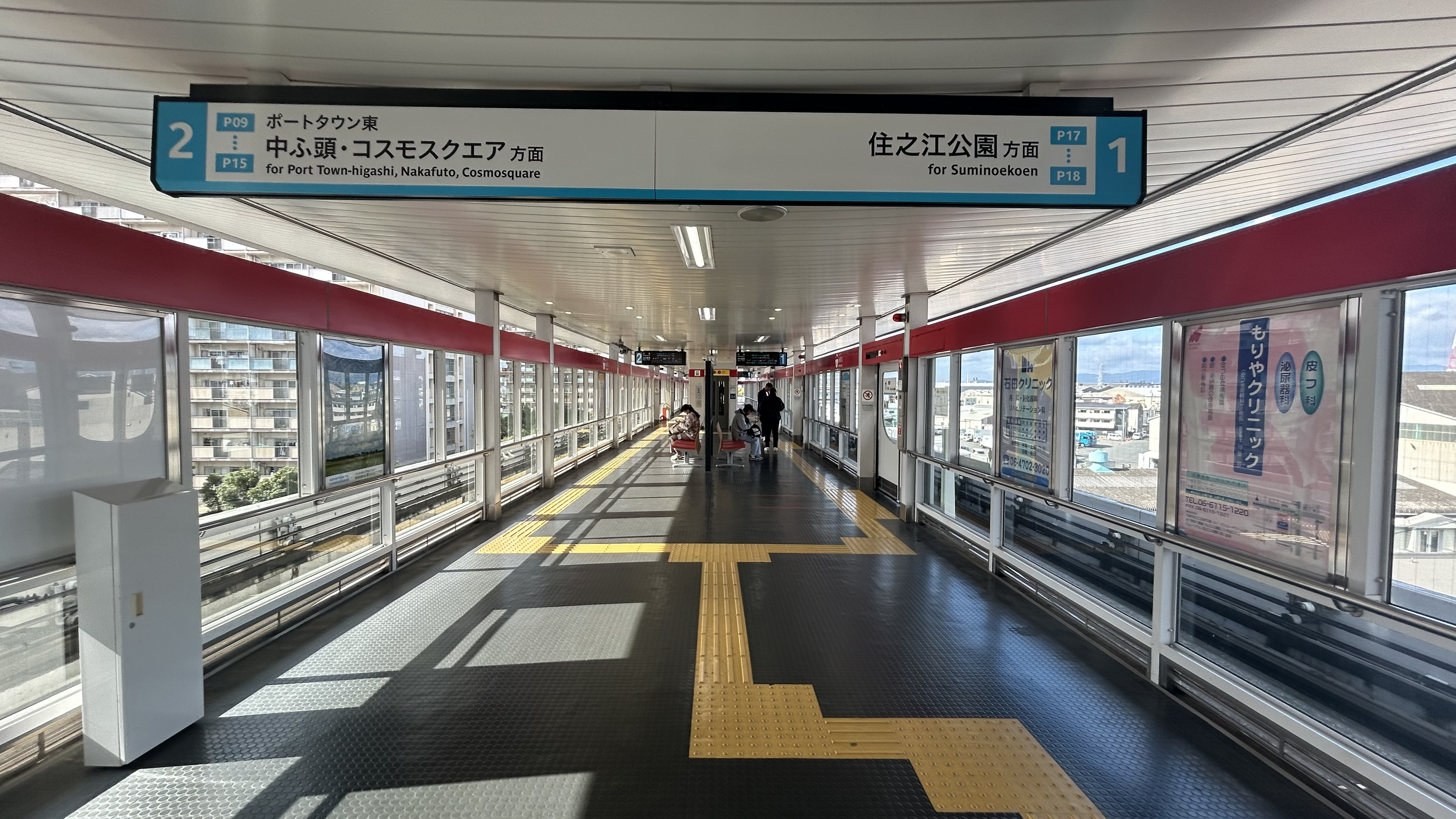
南港口駅

### リニューアル前

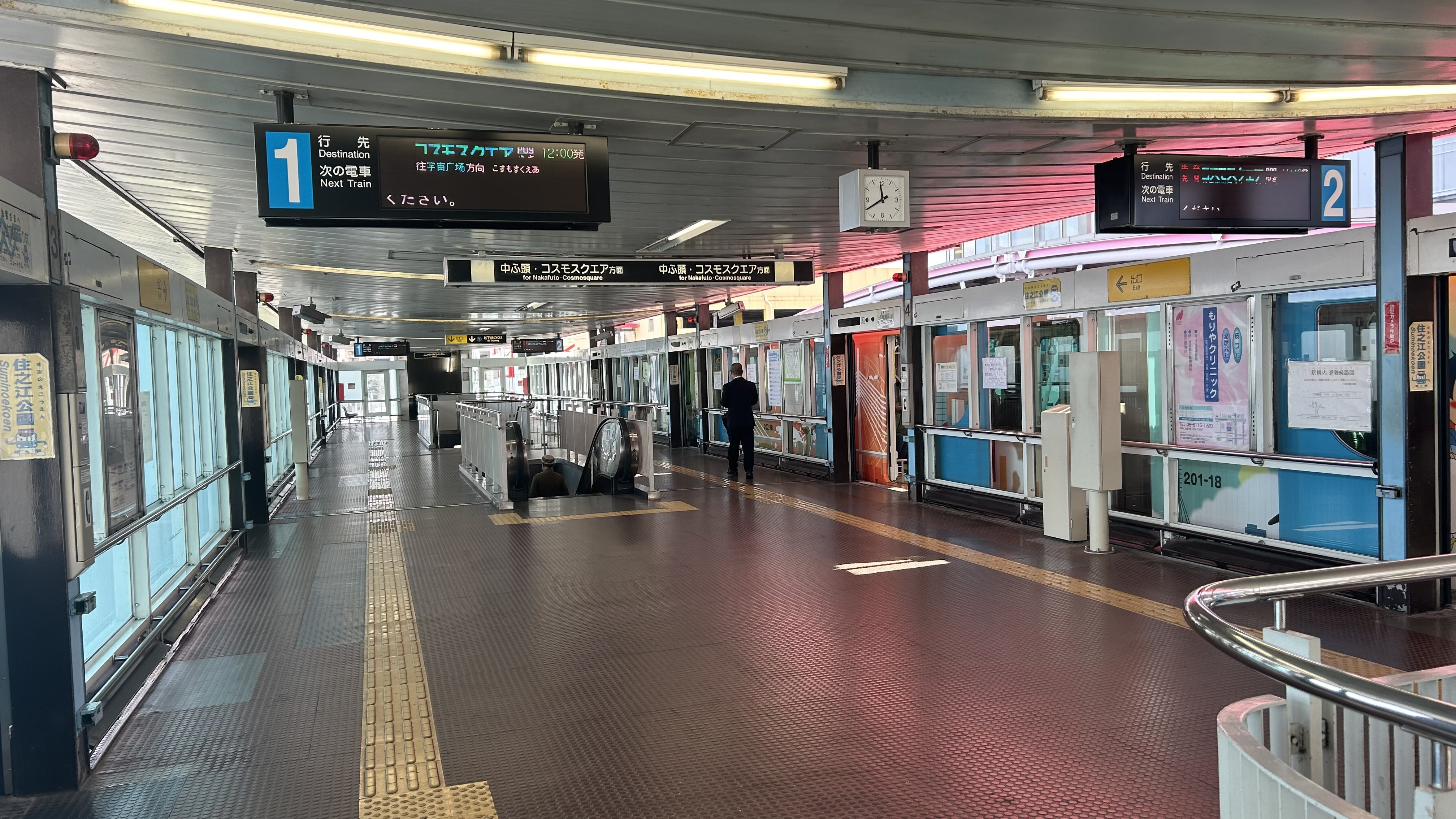
住之江公園駅
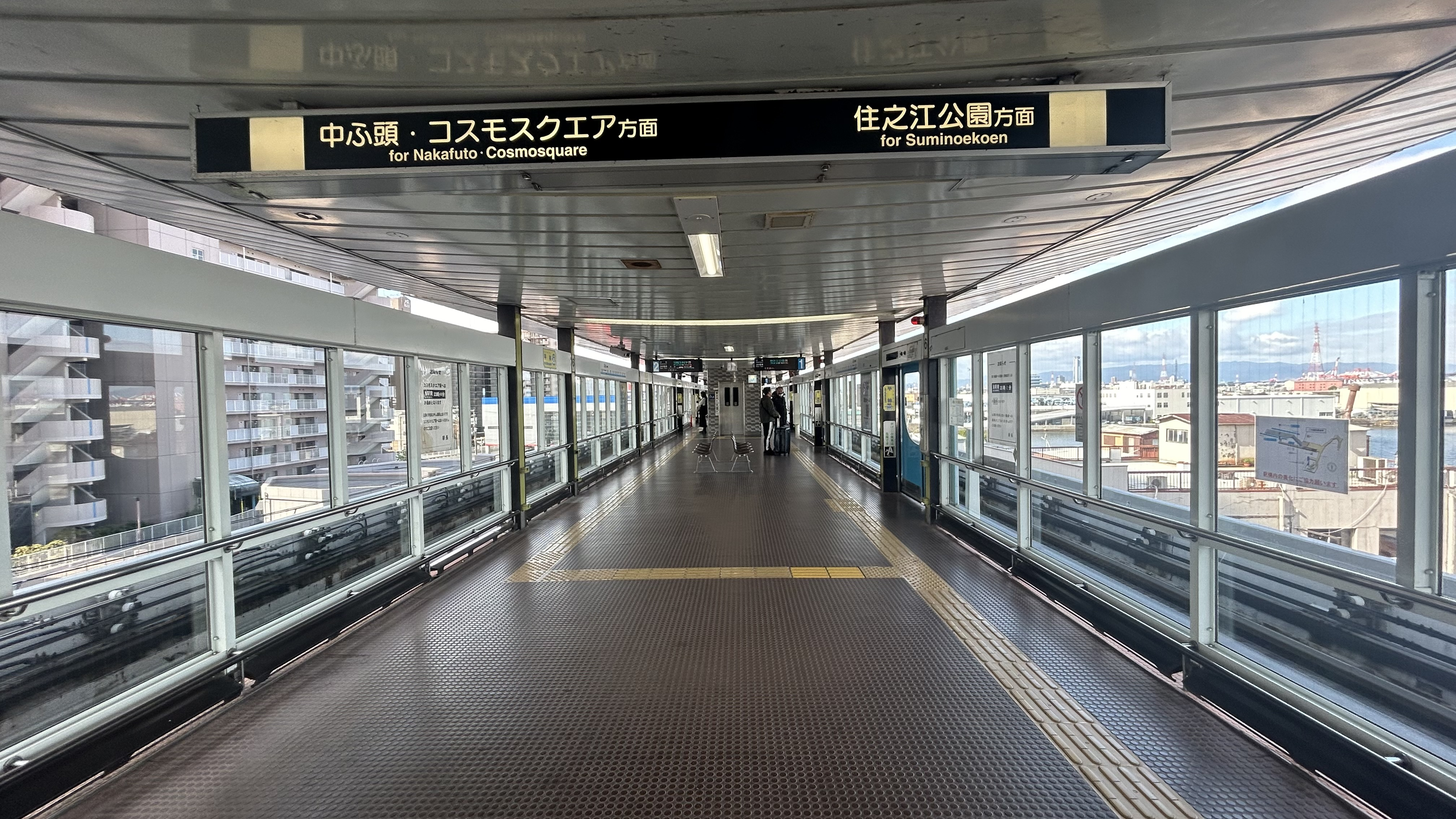
平林駅
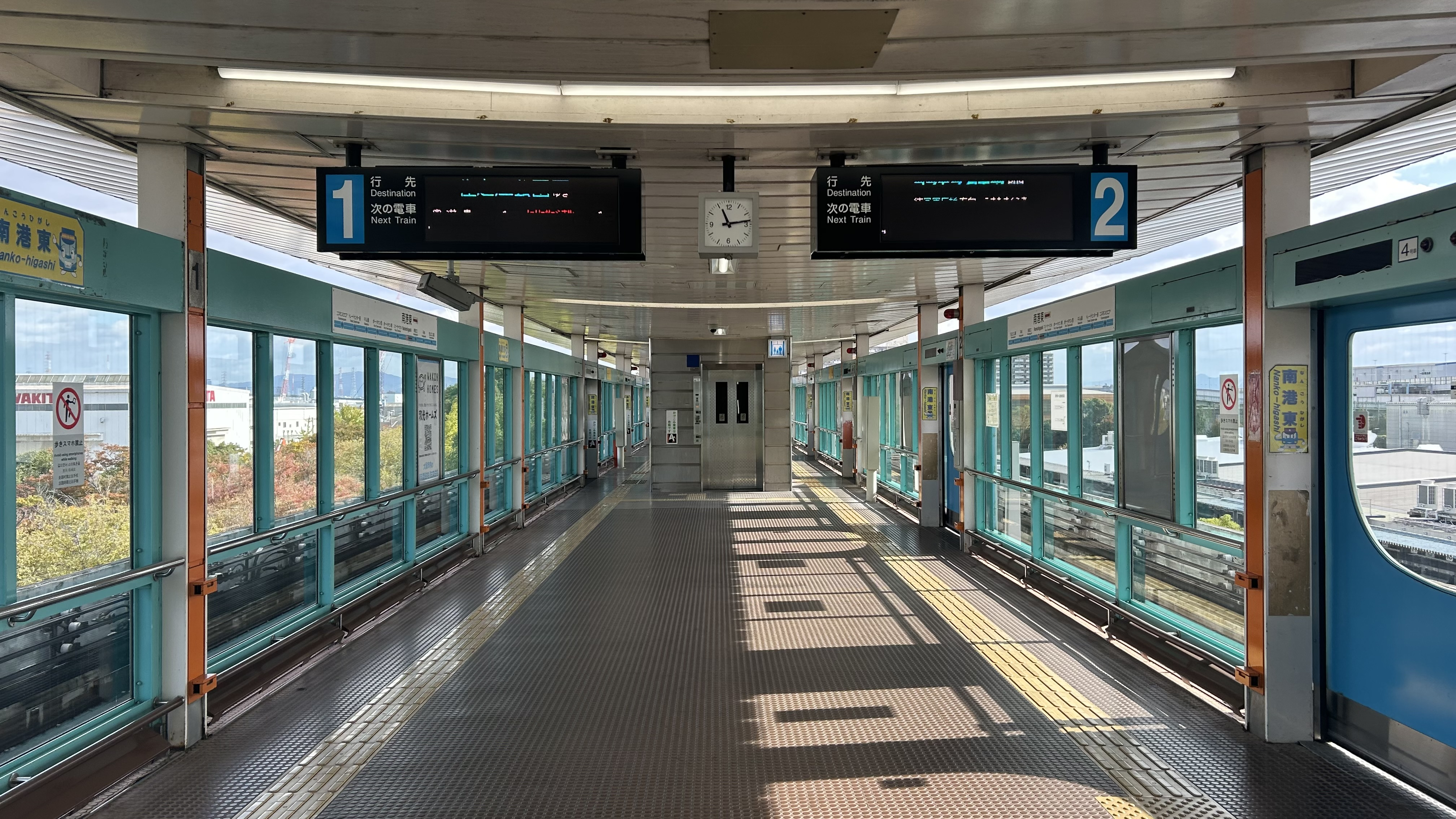
南港東駅
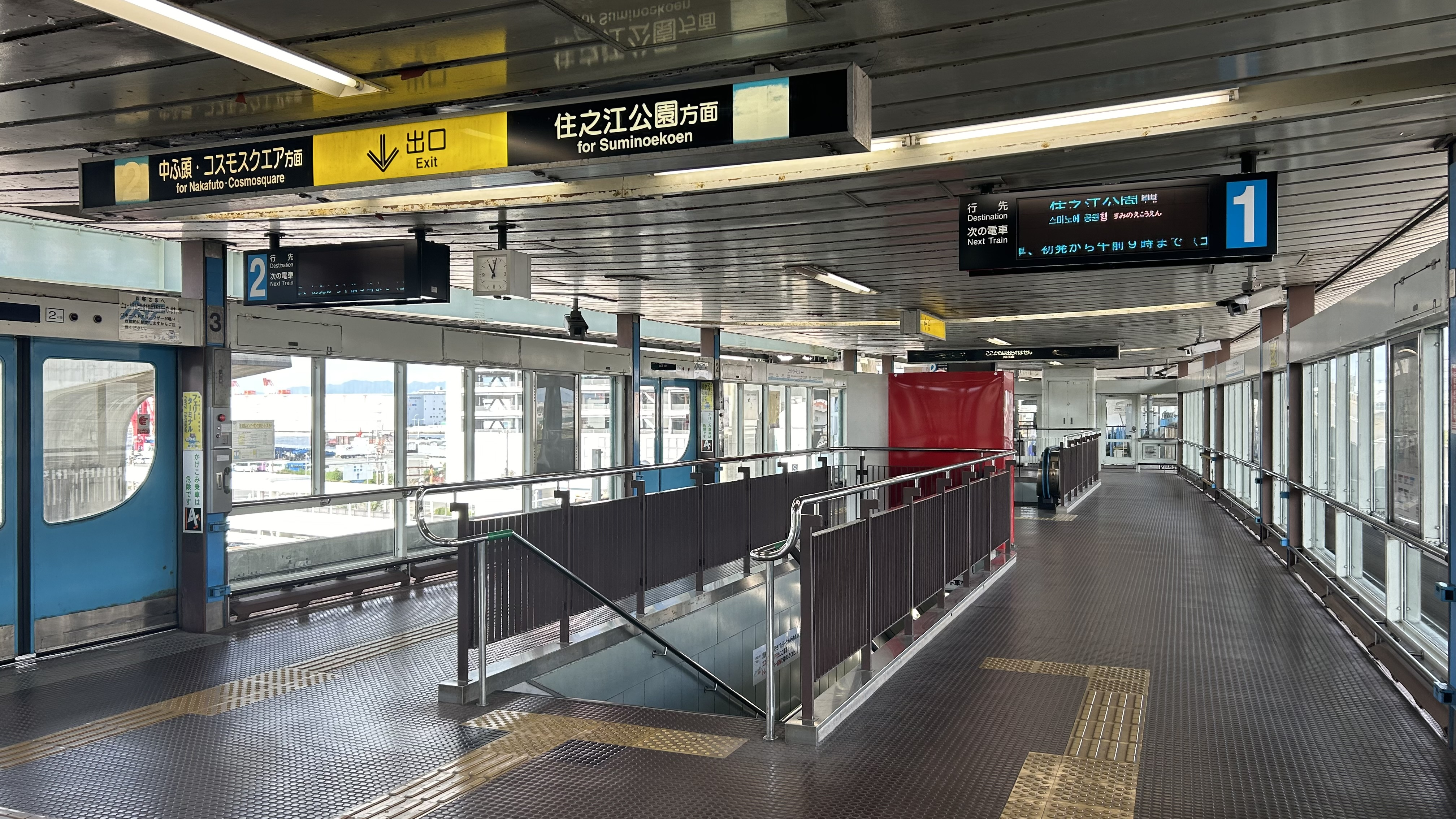
フェリーターミナル駅
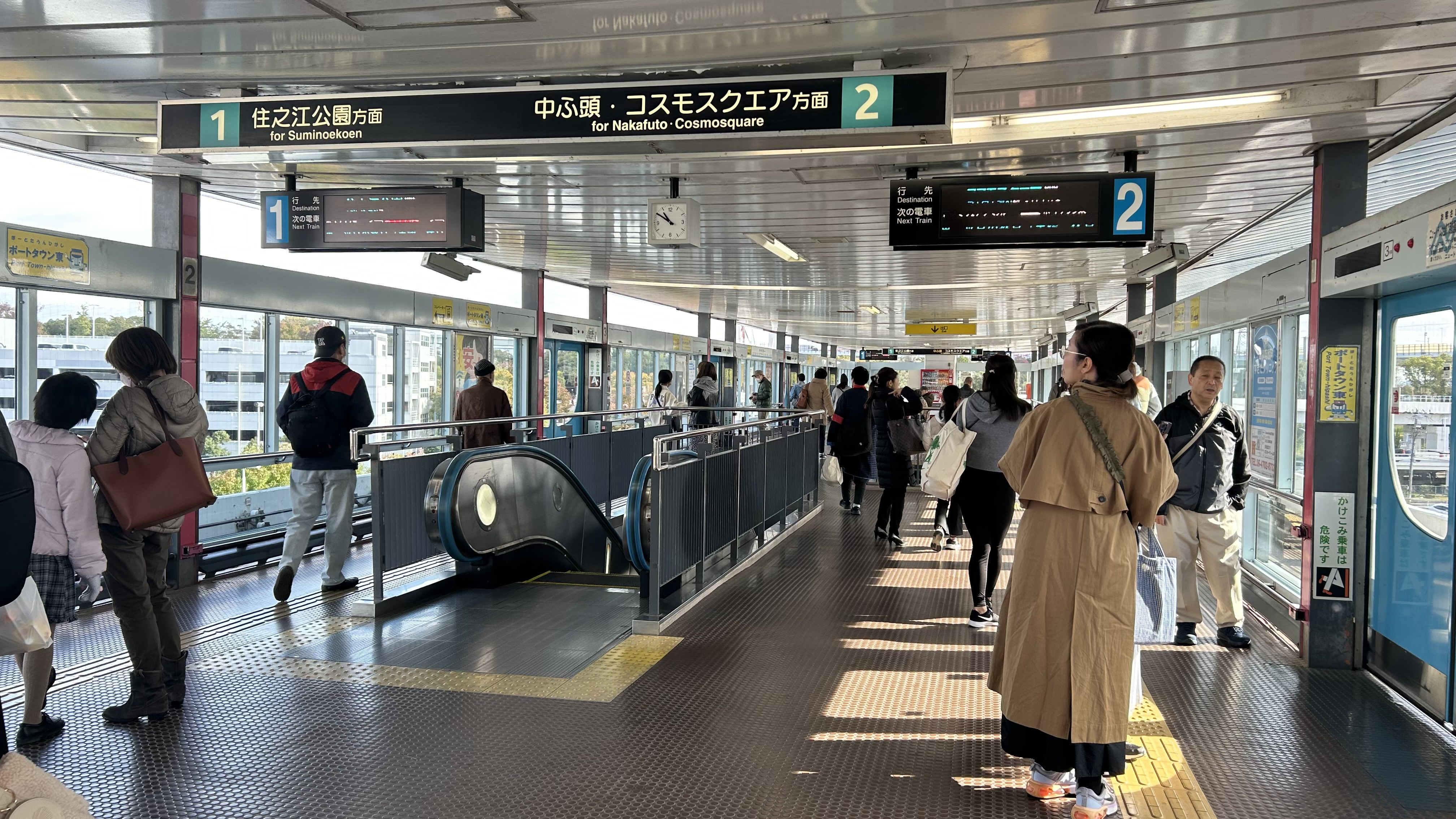
ポートタウン東駅
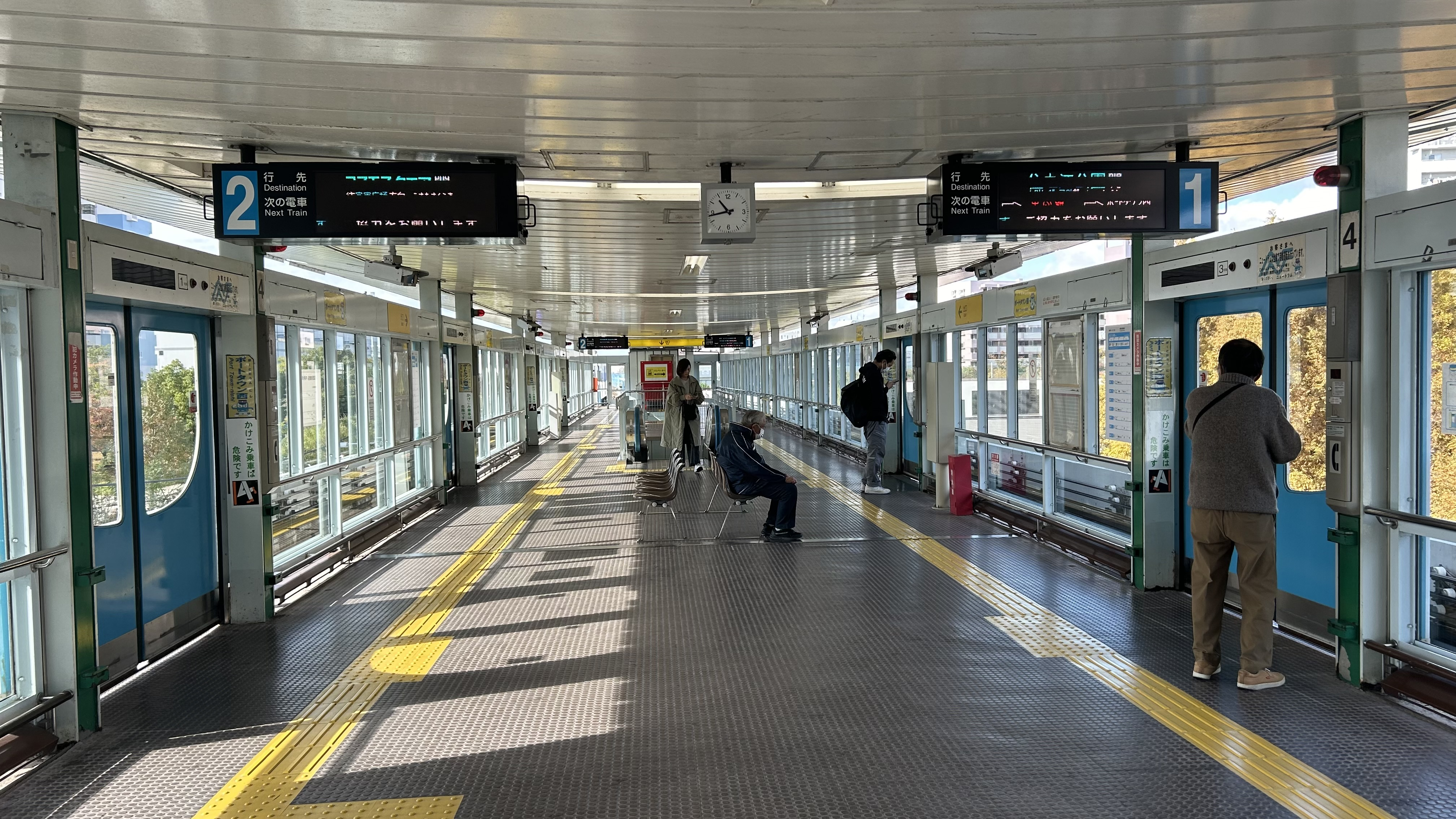
ポートタウン西駅
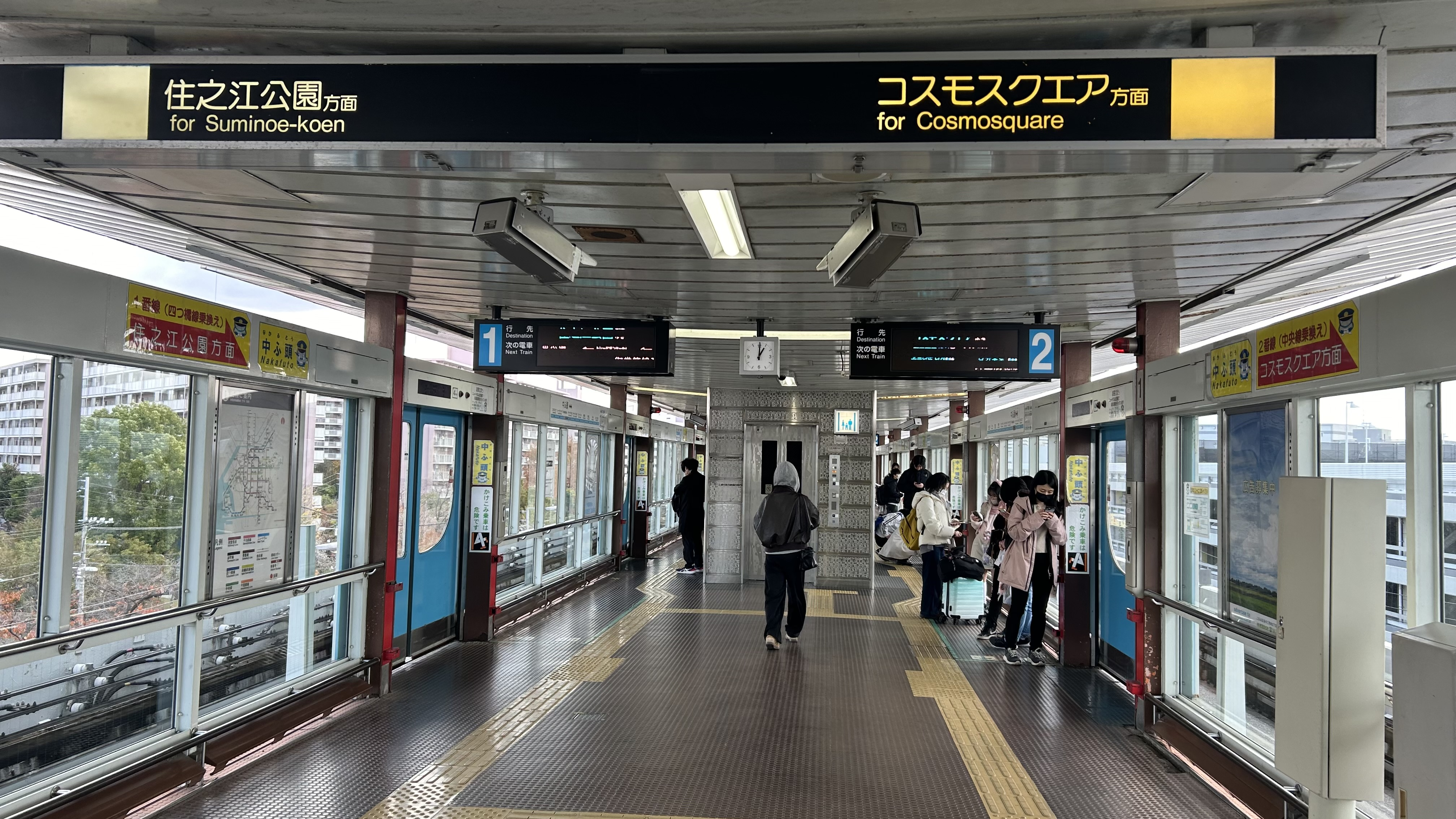
中ふ頭駅

## 駅一覧
- 全駅大阪府大阪市住之江区内に所在。

| 駅番号 | 駅名                 | 駅間 キロ | 営業 キロ | 接続路線                            |
| ------ | -------------------- | --------- | --------- | ----------------------------------- |
| P09    | コスモスクエア駅     | -         | 0.0       | 大阪市高速電気軌道： 中央線 (C10)   |
| P10    | トレードセンター前駅 | 0.6       | 0.6       |                                     |
| P11    | 中ふ頭駅             | 0.7       | 1.3       |                                     |
| P12    | ポートタウン西駅     | 0.7       | 2.0       |                                     |
| P13    | ポートタウン東駅     | 0.5       | 2.5       |                                     |
| P14    | フェリーターミナル駅 | 1.5       | 4.0       |                                     |
| P15    | 南港東駅             | 0.8       | 4.8       |                                     |
| P16    | 南港口駅             | 0.6       | 5.4       |                                     |
| P17    | 平林駅               | 1.3       | 6.7       |                                     |
| P18    | 住之江公園駅         | 1.2       | 7.9       | 大阪市高速電気軌道： 四つ橋線 (Y21) |

## 輸送実績
| 調査年月日     | 乗車人員（人） | 乗車人員（人） | 乗車人員（人） | 降車人員（人） | 降車人員（人） | 降車人員（人） |
| 調査年月日     | 定期利用       | 定期外利用     | 合計           | 定期利用       | 定期外利用     | 合計           |
| -------------- | -------------- | -------------- | -------------- | -------------- | -------------- | -------------- |
| 1998年11月10日 | 17,281         | 13,093         | 30,374         | 17,070         | 12,776         | 29,846         |
| 2007年11月13日 | 13,977         | 16,482         | 30,459         | 15,416         | 17,038         | 32,454         |

## 駅別乗降人員
| 1998年11月10日調査結果 | 1998年11月10日調査結果 | 1998年11月10日調査結果 | 1998年11月10日調査結果 | 1998年11月10日調査結果 | 1998年11月10日調査結果 | 1998年11月10日調査結果 | 1998年11月10日調査結果                                                    |
| 駅名                   | 乗車人員（人）         | 乗車人員（人）         | 乗車人員（人）         | 降車人員（人）         | 降車人員（人）         | 降車人員（人）         | 備考                                                                      |
| 駅名                   | 定期利用               | 定期外利用             | 合計                   | 定期利用               | 定期外利用             | 合計                   | 備考                                                                      |
| ---------------------- | ---------------------- | ---------------------- | ---------------------- | ---------------------- | ---------------------- | ---------------------- | ------------------------------------------------------------------------- |
| コスモスクエア         | 16                     | 48                     | 64                     | 27                     | 27                     | 54                     | 当時は大阪港トランスポートシステム (OTS) ニュートラム・テクノポート線の駅 |
| トレードセンター前     | 820                    | 1,719                  | 2,539                  | 1,230                  | 1,462                  | 2,692                  | 当時は大阪港トランスポートシステム (OTS) ニュートラム・テクノポート線の駅 |
| 中ふ頭                 | 1,805                  | 1,743                  | 3,548                  | 1,779                  | 1,655                  | 3,434                  |                                                                           |
| ポートタウン西         | 3,445                  | 1,657                  | 5,102                  | 2,888                  | 1,653                  | 4,541                  |                                                                           |
| ポートタウン東         | 5,898                  | 2,856                  | 8,754                  | 5,472                  | 3,202                  | 8,674                  |                                                                           |
| フェリーターミナル     | 769                    | 1,019                  | 1,788                  | 1,077                  | 1,158                  | 2,235                  |                                                                           |
| 南港東                 | 613                    | 462                    | 1,075                  | 753                    | 451                    | 1,204                  |                                                                           |
| 南港口                 | 1,522                  | 1,013                  | 2,535                  | 1,432                  | 939                    | 2,371                  |                                                                           |
| 平林                   | 950                    | 771                    | 1,721                  | 1,028                  | 676                    | 1,704                  |                                                                           |
| 住之江公園             | 1,443                  | 1,805                  | 3,248                  | 1,384                  | 1,553                  | 2,937                  |                                                                           |

| 2007年11月13日調査結果 | 2007年11月13日調査結果 | 2007年11月13日調査結果 | 2007年11月13日調査結果 | 2007年11月13日調査結果 | 2007年11月13日調査結果 | 2007年11月13日調査結果 | 2007年11月13日調査結果 |
| 駅名                   | 乗車人員（人）         | 乗車人員（人）         | 乗車人員（人）         | 降車人員（人）         | 降車人員（人）         | 降車人員（人）         | 備考                   |
| 駅名                   | 定期利用               | 定期外利用             | 合計                   | 定期利用               | 定期外利用             | 合計                   | 備考                   |
| ---------------------- | ---------------------- | ---------------------- | ---------------------- | ---------------------- | ---------------------- | ---------------------- | ---------------------- |
| コスモスクエア         | 5,233                  | 3,866                  | 9,099                  | 4,113                  | 3,592                  | 7,705                  | 中央線を含む           |
| トレードセンター前     | 1,342                  | 2,259                  | 3,601                  | 2,594                  | 2,395                  | 4,989                  |                        |
| 中ふ頭                 | 1,451                  | 3,827                  | 5,278                  | 1,524                  | 3,969                  | 5,493                  |                        |
| ポートタウン西         | 2,866                  | 2,290                  | 5,156                  | 2,741                  | 2,256                  | 4,997                  |                        |
| ポートタウン東         | 4,179                  | 3,649                  | 7,828                  | 4,146                  | 3,728                  | 7,874                  |                        |
| フェリーターミナル     | 713                    | 1,157                  | 1,870                  | 870                    | 1,335                  | 2,205                  |                        |
| 南港東                 | 1,020                  | 1,130                  | 2,150                  | 1,127                  | 1,147                  | 2,274                  |                        |
| 南港口                 | 1,314                  | 1,120                  | 2,434                  | 1,324                  | 1,136                  | 2,460                  |                        |
| 平林                   | 1,092                  | 1,050                  | 2,142                  | 1,090                  | 1,072                  | 2,162                  |                        |
| 住之江公園             | 6,410                  | 7,496                  | 13,906                 | 6,235                  | 7,221                  | 13,456                 | 四つ橋線を含む         |